# Приворотень чивчинський
Приворотень чивчинський (Alchemilla czywczynensis) — вид квіткових рослин родини трояндових (Rosaceae).

## Біоморфологічна характеристика
Рослина 5–20 см заввишки. Стебла до 1/2 густо, майже притиснуто волосисті. Ніжки листків майже притиснуто запушені. Листові пластинки ниркоподібні, з краєвими лопатями, що широко розходяться; зверху по краю і по складках (іноді і між складками) волосисті, знизу опушені по всій довжині жилок і часто по краєвих лопатах і краю пластинки (іноді також між жилками), розчленовані до 1/4–1/3 ширини, з 7–9 лопатями; лопаті з боків з 7–9 гострими зубцями, що сильно збільшуються до верхівки лопаті. Квітки жовто-зелені, 3–4 мм у діаметрі; гіпантій голий; чашолистки подовжено-яйцювато-трикутні, гострі.

## Поширення
Ендемік Карпат: Україна, Румунія.
В Україні росте у Карпатах (Чивчино-Гринявські гори) — на гірських луках, дуже рідко.